# ジェームズ・ドラモンド (第2代パース公爵)

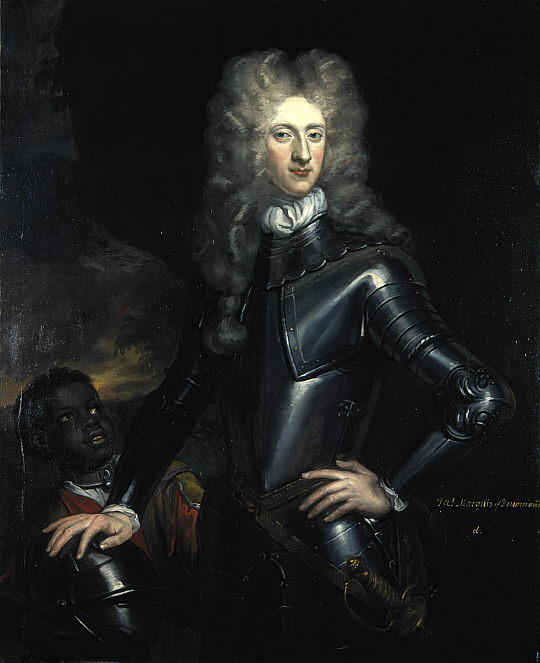
ジョン・バプティスト・メディナによる肖像画、1700年頃。

第2代パース公爵ジェームズ・ドラモンド（英語: James Drummond, 2nd Duke of Perth、1674年頃 – 1720年4月17日）は、ジャコバイト貴族。1715年ジャコバイト蜂起に参加したことで知られる。ドラモンド卿、後にドラモンド侯爵の儀礼称号を使用した。

## 生涯
第4代パース伯爵ジェームズ・ドラモンド（ジャコバイト貴族では初代パース公爵）と1人目の妻ジェーン・ダグラス（Jane Douglas、初代ダグラス侯爵ウィリアム・ダグラスの娘）の息子として、1674年頃に生まれた。パリのコレージュ・ド・エコッセで教育を受けた後、1690年にジェームズ2世に同伴してアイルランドに向かった。
1705年にジェームズ老僭王からシッスル勲章を授与された。1715年ジャコバイト蜂起にも参加、シェリフミュアの戦いで騎兵を率いたほか、エディンバラ城に奇襲を仕掛けたが、その結果1716年2月17日に私権剥奪され、同年に老僭王とともにフランスに逃亡した。また、老僭王から主馬頭に任命された。1716年5月11日に父が死去すると、ジャコバイト爵位のパース公爵を継承した。
1706年8月5日、ジーン・ゴードン（Jean Gordon、1773年1月30日没、初代ゴードン公爵ジョージ・ゴードンの娘）と結婚、2男を儲けた。
- ジェームズ（英語版）（1713年 – 1746年） - 第3代パース公爵
- ジョン（英語版）（1714年 – 1747年） - 第4代パース公爵

ジーンは1745年ジャコバイト蜂起を支持したため、1746年2月から11月までエディンバラ城に投獄された。
1720年4月17日、パリで死去、長男ジェームズが爵位を継承した。